# Daniel Vilarrúbias i Cuadras
Daniel Vilarrúbias i Cuadras   (Igualada, 17 de febrer de 1979) és un historiador de l'art, arxiver, escriptor i músic català.
Treballa com a arxiver a la Xarxa d'Arxius Comarcals de Catalunya; des de 2021, dirigeix l'Arxiu Comarcal de l'Alt Penedès. Anteriorment, havia treballat a l'Arxiu Comarcal del Pla d'Urgell.

## Obra

### Llibres
- Campanaus e campanes dera Val d’Aran - Estudi descriptiu des tors-campanau e des campanes araneses. Era sua istòria, es sues foncions e peculiaritats (Consell General d'Aran, Vielha, 2013).
- El Ball de Diables d’Igualada (segles XV-XX). Un entremès dels temps medievals ençà (Carrutxa, Reus, 2013).
- El Ball de Bastons d’Igualada. Un element de distinció festiva i de protocol (segles XVII-XX) (Carrutxa, Reus, 2014).
- La pólvora com a senyal de festa. La tronada i els trabucaires d’Igualada (Ajuntament d’Igualada, Igualada, 2015).
- Que ballaran els gegants? – Que ballin! Els gegants i nans processionals a Igualada (segles XV -XXI) (Ajuntament d’Igualada, Igualada, 2017).
- El llibre d'orgue de Prats de Rei de Domingo Monfort (1801-1870) (DINSIC, Barcelona, 2018).
- "El foc del seguici (ca. 1390-1936)" a FOC, FOC, CORREFOC. Història dels grups de foc de Barcelona (El cep i la nansa edicions, Barcelona, 2019), p. 17-61.
- L’Arboç i els diables penedesencs. Els parlaments, element característic d’un model (Ball de Diables de l'Arboç, L'Arboç, 2022, amb Frederic Herrero)
- L'entremès de l'àliga a Catalunya - Noves aportacions sobre Igualada i altres poblacions (Generalitat de Catalunya, Barcelona, 2023).
- Representacions festives de l'alteritat a Catalunya. Entremesos de moros i cristians i cavallets cotoners (2 vols.) (Generalitat de Catalunya, Barcelona, 2023).

### Tesi doctoral
- Representacions festives de l'alteritat a Catalunya. El Ball de La Patera d'Igualada: un entremès de moros i cristians del Corpus a la Festa Major (Universitat Autònoma de Barcelona, Cerdanyola del Vallès, 2022).